# La Futura
La Futura är ett musikalbum av ZZ Top som lanserades i september 2012. Fyra av albumets spår släppte först som en EP i juni innan hela albumet lanserades i september. Det är gruppens femtonde studioalbum, och det första på nio års tid. Billy Gibbons har sagt om albumet att "-Vi ville återskapa direktheten som fanns på våra tidiga skivor, men inte heller vända ryggen åt samtida teknologi"

## Låtlista
(upphovsman inom parentes)
1. "I Gotsta Get Paid" (Dorie Dorsey, Billy Gibbons, Kyle West, Albert Brown III, Joe Hardy, G.L. Moon) - 4:03
2. "Chartreuse" (Gibbons, Dusty Hill, Frank Beard, Moon) - 2:57
3. "Consumption" (Gibbons) - 3:47
4. "Over You" - (Gibbons, Tom Hambridge) - 4:29
5. "Heartache in Blue" (Gibbons, Trey Bruce) - 4:09
6. "I Don't Wanna Lose, Lose, You" (Gibbons, Hambridge) - 4:20
7. "Flyin' High" (Gibbons, Austin Hanks, D. Sardy) - 4:17
8. "It's Too Easy Mañana" (David Rawlings, Gillian Welch) - 4:47
9. "Big Shiny Nine" (Gibbons, Hardy, Moon) - 3:11
10. "Have a Little Mercy" (Gibbons) - 3:18

Albumet utgavs även i en "Best Buy"-utgåva med två bonusspår:
1. "Threshold of a Breakdown" (Gibbons, Hambridge) - 3:29
2. "Drive by Lover" (Gibbons, Van Wilks) - 3:03

## Listplaceringar
- Billboard 200, USA: #6[2]
- UK Albums Chart, Storbritannien: #26[3]
- VG-lista, Norge: #7[4]
- Sverigetopplistan, Sverige: #11[5]